# Repokallio
Repokallio är en kulle i Finland. Den ligger i Joensuu och landskapet Norra Karelen, i den sydöstra delen av landet, 400 km nordost om huvudstaden Helsingfors. Toppen på Repokallio är 100 meter över havet.
Terrängen runt Repokallio är platt. Runt Repokallio är det tätbefolkat, med 397 invånare per kvadratkilometer. I omgivningarna runt Repokallio växer i huvudsak blandskog.